# Musik i Göteborg
| Musik i Göteborg |
| --- |
| Sonya Hedenbratt och Jimmy Woode, på Göteborgsklubben Wauxhall, 1947. - Betydelse – Göteborgs musikhistoria - Bakgrund – Från 1621 (stadens grundande) - Viktiga scener – Comediehuset, Göteborgs konserthus, Trädgårdsföreningen, Wauxhall, Rondo, Cue Club, Lorensbergs Cirkus, Nefertiti, Pustervik - Viktiga musiker – Bedřich Smetana, Josef Czapek, Elfrida Andrée, Evert Taube, Lasse Dahlquist, Sonya Hedenbratt, Rune Lindblad, Bengt Hallberg, Jan Johansson, The Spotnicks, Tages, Nynningen, Nationalteatern, Flamingokvintetten, Attentat, Freddie Wadling, Leila K, Hammer Hill Click, Ace of Base, Broder Daniel, The Soundtrack of Our Lives, In Flames, The Knife, Håkan Hellström |

Musiken i Göteborg har alltid haft en internationell prägel. Göteborg grundades 1621 och under 1600-talet var det stadsmusikanterna som stod för det offentliga musicerandet. Den första egentliga konserten i Göteborg genomfördes i Domkyrkan vid mitten av 1700-talet, och ungefär samtidigt bildades musicerande grupper. I slutet av 1700-talet etablerades de första nöjeslokalerna med musikinriktning.
Musiklivet och musikutbildningen påverkades av att Bedřich Smetana bosatte sig i staden vid mitten av 1800-talet. En viktig scen under 1800-talet var Bloms Hotell, i och med att Josef Czapek blev kapellmästare där. Göteborgs arbetarinstitut arrangerade "folkkonserter" i slutet av seklet, där Elfrida Andrée var en av de mest drivande. I början av 1900-talet fick Göteborg sin första fasta orkester, och därefter restes Konserthuset på Heden. Efter en brand stod ett nytt konserthus klart på Götaplatsen 1935.
I början av 1900-talet spelades populärmusik på Trädgårdsföreningens restaurang, Hotell Eggers, Grand Hotel Haglund, Lorensberg, Valand och Liseberg. 1929 öppnade Wauxhall, som en ny svensk jazzscen. Göteborgska musikartister som Evert Taube, Lasse Dahlquist och Sonya Hedenbratt kom att bli kända långt utanför Göteborg.
Under 1960-talet etablerades en mängd popgrupper i staden, som ett tag benämndes som Sveriges Liverpool eller "Liverborg". Bland tongivande musikgrupper fanns The Spotnicks, Tages och The Shakers. Pop- och rockklubben Cue Club fick samtidigt en central roll i svenskt musikliv. Under 1970-talet var Göteborg ett starkt fäste för proggrörelsen, med skivbolag som Nacksving, tidskrifter som Musikens makt och grupper som Nationalteatern, Nynningen och Motvind.
Efter punkens genombrott i slutet av 1970-talet har Göteborgs musikliv präglats av svartklubbar och alternativa skivbolag och framförallt gjort sig känd inom olika alternativa scener, antingen det handlat om pop, rock, hårdrock, hiphop eller elektronisk musik. Sveriges första ravefest hölls i Göteborg 1989, och en form av melodisk death metal har kommit att benämnas "the Gothenburg sound". Leila K och Hammer Hill Click är exempel på svenska hiphop-pionjärer från Göteborg. Från 1980-talet har Göteborg också gjort sig känt för en mängd större arenakonserter med både internationella namn som Bruce Springsteen och The Rolling Stones och regionala förmågor som Håkan Hellström.

## Historia

### 1600- till 1800-talen
Den första mer offentliga musiken under 1600-talet i Göteborg stod stadsmusikanterna för. Dessa var spelmän, harpospelare, flöjtister och trumslagare anställda av staden.
De första offentliga konserterna i Göteborg anordnades i mitten av 1700-talet av organisten i Göteborgs domkyrka Olof Lidner. Hans efterträdare, Carl Dijkman (1759-1770) och Henric Bäck (1770-1812), tog efter denna tradition skapad av Liedner. Under andra halvan av 1700-talet bildade även Patrik Alströmer, äldste son till Jonas Alströmer och medgrundare till Kungliga Musikaliska Akademien, Göteborgs första orkester. Benedictus Schindler, tyskfödd musiker som anlände till Göteborg 1771, ledde orkestern och man anordnade offentliga konserter, där också utländska solister gästspelade.

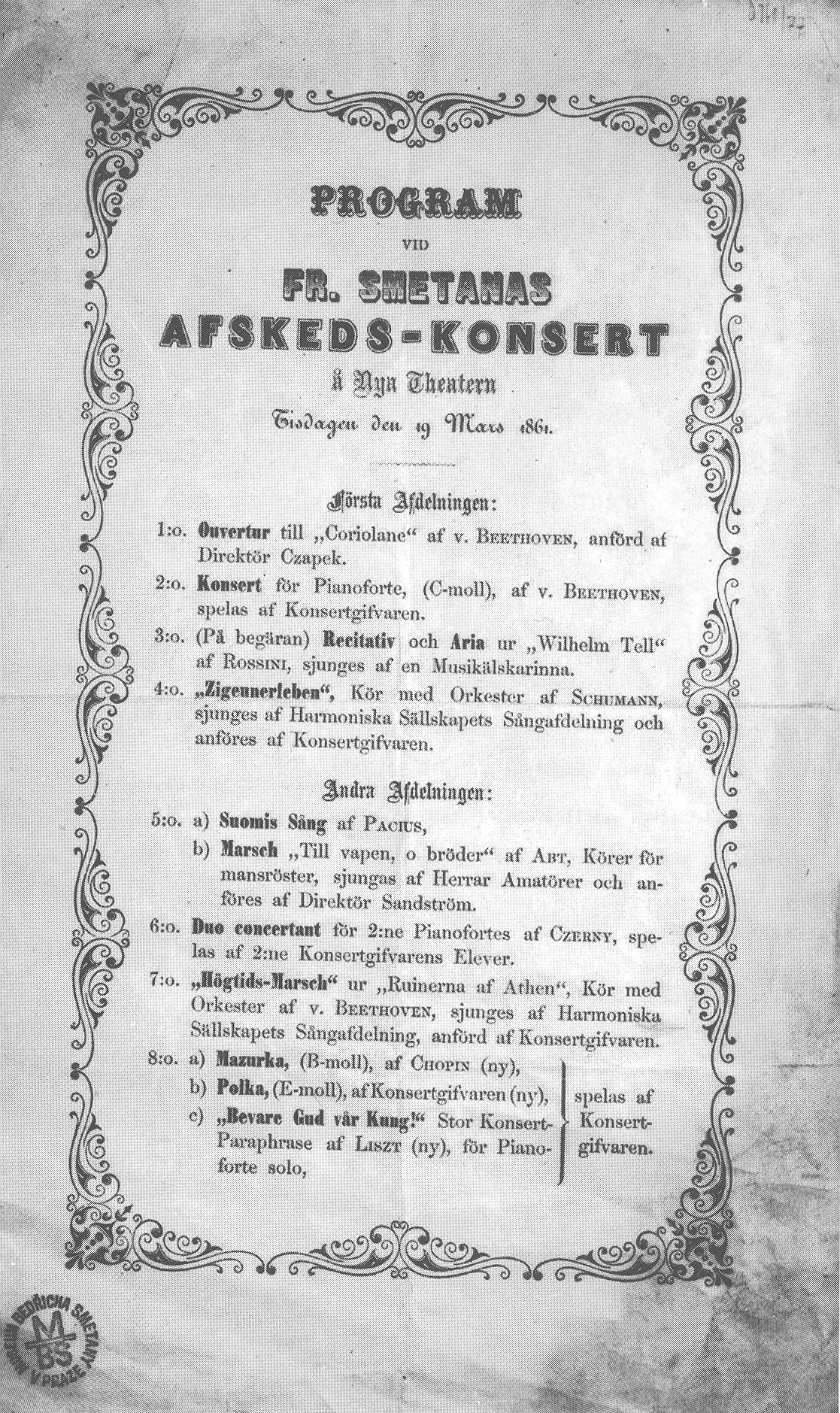
Affisch för Bedřich Smetanas sista konsert i Göteborg 19 mars 1861.

Academie de musique var en annan musikalisk sammanslutning som bildades i slutet på 1700-talet. Gruppen leddes av konsertmästare La Hay, som bosatte sig i Göteborg på 1780-talet och samlade amatörer för att öva. Han anordnade flera abonnemangskonserter varje år för att stimulera till ökad aktivitet inom konsertlivet. Konserterna anordnades oftast i lokaler som var avsedda för helt andra ändamål. De lokaler som användes mest var Stora Rådhussalen (i Göteborgs rådhus), Bloms Hotell (senare Grand Hotel Haglund) samt Comediehuset på Sillgatan.
1773 öppnade nöjesparken Vauxhall, aktivt fram till 1802, i området kring nuvarande Första Långgatan 10. Nöjesparken innehöll ett värdshus, en större trädgård, och en dans- och konsertsal. Här anordnades bland annat fester, konserter, danser och maskerader, framförallt för överklassen.
I början av 1800-talet anordnade violinisten Eduard d'Aubert kammarmusiksoaréer i Göteborg och grundlade därmed smaken för denna musikstil i Göteborg. Harmoniska Sällskapet bildades 1809 av C.M. Lundholm och bestod helt av amatörer. I början av 1800-talet öppnade även ett värdshus som kallades Möllerska plantaget, vid dagens Plantagegatan, där det var mycket dans och musik. I tio år drevs värdshuset av änkefru Möller, till det att hon dog i kolera.
Under 1850-1860-talen fick musiklivet i Göteborg ett uppsving. I Stockholmstidningen Ny tidning för musik skrev man i januari 1856: "Det ser nästan ut som om göteborgarna fått infallet att bringa oss här i Stockholm på skam, vad instrumentalmusikens vård och hägn vidkommer. ...Man ger i Göteborg således abonnerade symfonikonserter, vilket här aldrig fallit någon människa in!".
En starkt bidragande orsak till detta var den tjeckiska kapellmästaren Josef Czapek från Böhmen, som kom till Göteborg 1847 med en gästande tysk orkester, och som kom att stanna i Göteborg tills han dog 1915. Czapek var bland annat kapellmästare på Bloms Hotell och såg till att den tjeckiske tonsättaren August Meissner kom till Göteborg, där han stannade mellan 1855 och 1860. Åren 1848–1878 var Czapek musikdirektör vid Göta artilleriregemente, ledare för Göteborgs orkester 1862–1868 och tjänstgjorde bland annat även som kapellmästare vid Stora Teatern, som öppnat 1859 under namnet Nya teatern som scen för tal- och musikteater. Czapek återupplivade även Harmoniska Sällskapet som varit vilande under ett antal år och verkade som körledare och sånglärare i flera skolor. Vidare var han organist vid Göteborgs synagoga 1856–1909 och vid Engelska kyrkan 1857–1900.
En annan viktig person för musiklivet i Göteborg under denna period kom också från Bömen, nämligen Bedřich Smetana, som verkade i staden åren 1856 till 1862. Smetana inrättade ett musikinstitut där eleverna, mest flickor från stadens välbärgade hem, framträdde inför allmänheten med uppvisningskonserter. Czapek och Smetana återupptog också kammarmusikverksamheten som fört en tynande tillvaro sedan d'Aubert flyttat till Stockholm 1841. År 1862 bildades Göteborgs orkester, genom att några välbeställda Göteborgare lämnade ekonomiska bidrag. Orkestern upphörde 1866 av ekonomiska skäl.

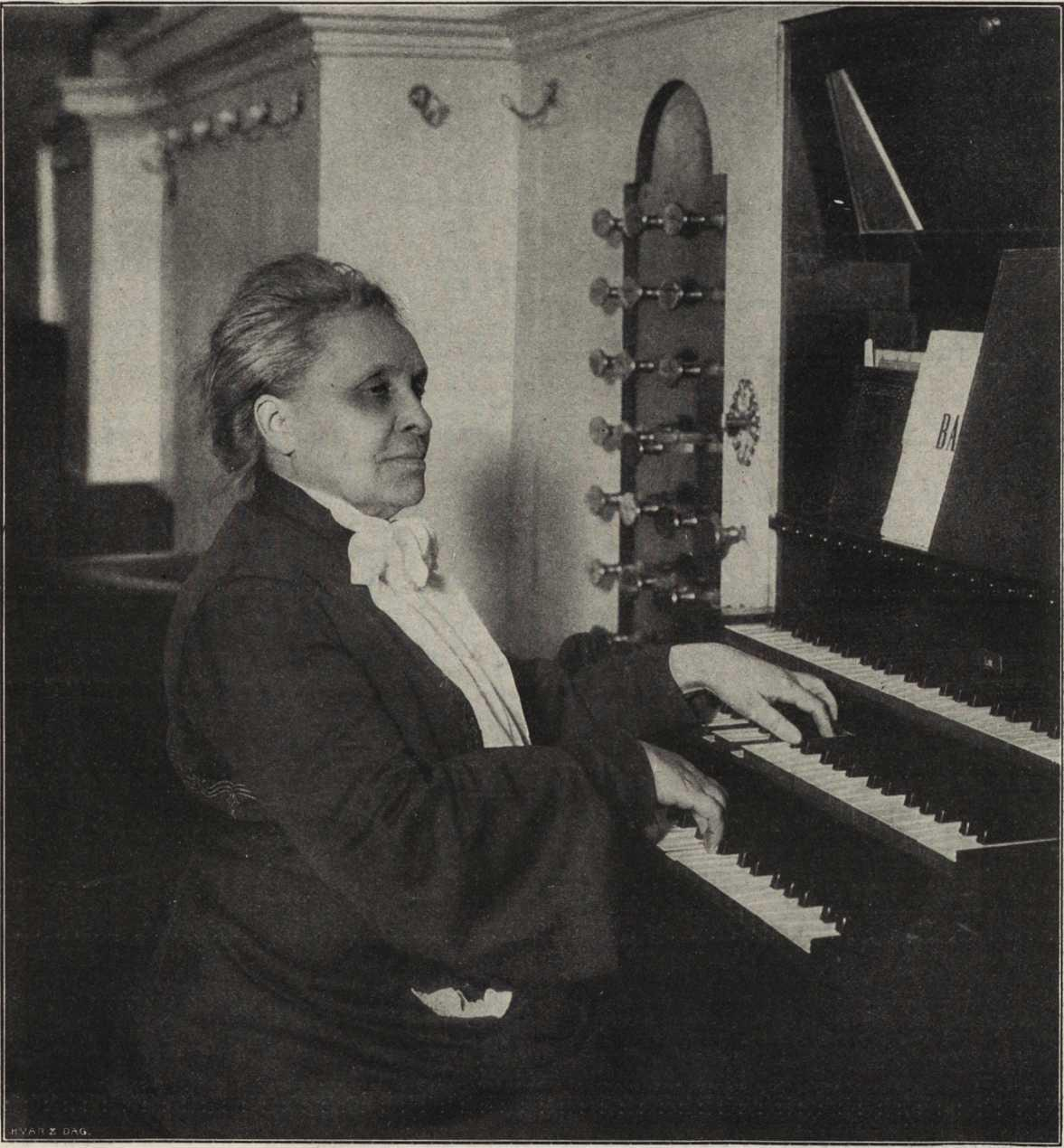
Elfrida Andrée vid orgeln i Göteborgs domkyrka, 1904.

Göteborgs musikförening stiftades 1872, och bestod till stor del av utländska yrkesmusiker. Även denna verksamhet upphörde på grund av ekonomin. I och med att grosshandlare Eugène Sundberg donerade 10 000 kronor för att 1884 bilda ett kvartettsällskap, som fick namnet Eugène Sundbergs kvartettsällskap, med uppgift att skapa en fast organisation för, och att utveckla, kammarmusiken i staden efter mönster av Mazerska kvartettsällskapet i Stockholm.
År 1867 blev Elfrida Andrée, inte bara Sveriges utan även Europas, första kvinnliga domkyrkoorganist när hon fick jobbet som organist i Göteborgs domkyrka. Den mycket populära och stridbara dirigenten var inte bara en banbrytande orkesterdirigent utan även kompositör, och tillhörde den svenska tonsättareliten. Hon blev 1879 ledamot i Kungliga Musikaliska Akademien och 1921 invald i Föreningen Svenska Tonsättare.
Från slutet av 1800-talet arrangerade Göteborgs arbetarinstitut så kallade Folkkonserter, som avsåg att sprida musik av hög klass till mindre bemedlade grupper i samhället. Konserterna var endast öppna för arbetare och de lägre samhällsklasserna, varför borgare inte ägde tillträde. Konserterna arrangerades 1895–1897 av Karl Valentin. Från 1897 arrangerades de av Elfrida Andrée, tillsammans med systerdottern Elsa Stenhammar. I Andrées regi gavs fram till 1929 över 800 konserter.

### 1900-1950

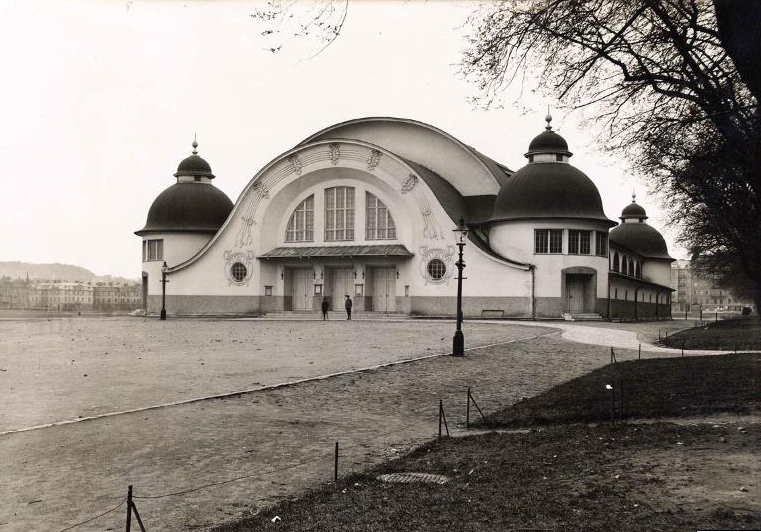
Konserthuset på Heden, omkring 1920.

Konstmecenaten Pontus Fürstenberg, som dog 1902, donerade pengar i sitt testamente så att en fond för musik kunde bildas. Avsikten bakom donationen var att ge Göteborg en permanent orkester. Fonden fick namnet Eduard Magnus fond, efter Götilda Fürstenbergs far. Orkestern behövde en fast scen för sin verksamhet, men kostnaderna för ett permanent konserthus visade sig för stora och en halvpermanent byggnad skulle istället uppföras i trä som ett provisorium. Aktiebolaget Göteborgs Konserthus bildades och Exercisheden utvaldes som den lämpligaste platsen för byggnaden.
Konserthuset låg på den nordvästra delen av Heden och invigdes 11 februari 1905 med en konsert av Filharmoniska sällskapets kör samt en 55 man stor orkester som spelade under ledning av Tor Aulin. Ritningarna var gjorda av arkitekten Ernst Krüger. Detta konserthus i trä var vid denna tiden Sveriges största musiklokal och rymde 1 294 personer. Wilhelm Stenhammar var under perioden 1907-1922 konserthusets ledande profil och gästades av kompositörer som Jean Sibelius, Carl Nielsen och Christian Sinding. Vid tioårsjubileet 1915 kunde man räkna in över 1 miljon besökare sedan öppningen, fördelat på 906 konserter, 105 möten och föredrag samt 78 tillställningar av annat slag.

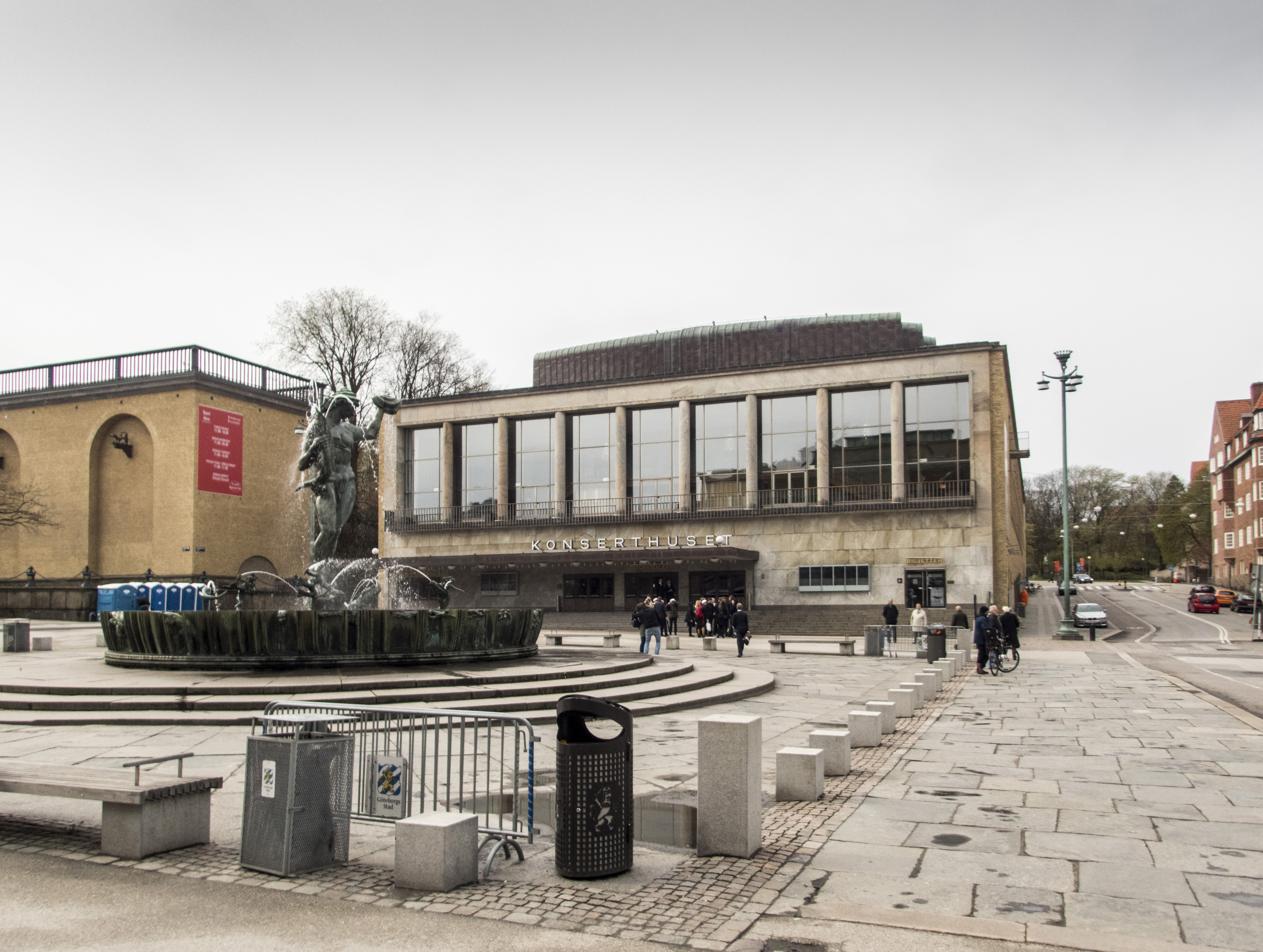
Konserthuset på Götaplatsen.

Konserthuset började brinna vid 12-tiden den 13 januari 1928 och var helt nedbrunnet vid 15.30-tiden. Räddat blev bland annat partituret till Södermans katolska mässa (enda exemplaret), liksom den stora Bechsteinflygeln. Dock blev Malmsjös först tillverkade taffelpiano från 1843 samt den stora och unika orgeln, lågornas rov. Under åren fram till det nya konserthuset stod klart, arrangerades konserter i Lorensbergsteatern, på Stora Teatern och i Valandhuset.
Redan före konserthusbranden fanns planer på ett nytt konserthus, ett som inte skulle byggas i trä. År 1916 hade Caroline Wijk donerat 700 000 kronor till ett nytt konserthus. År 1931 utlyste man en arkitekttävling och uppdraget att rita ett konserthuset placerat på Götaplatsen gick till Nils Einar Eriksson. Konserthuset stod färdigt 1936 och Stora salens akustik räknas fortfarande till en av världens bästa.

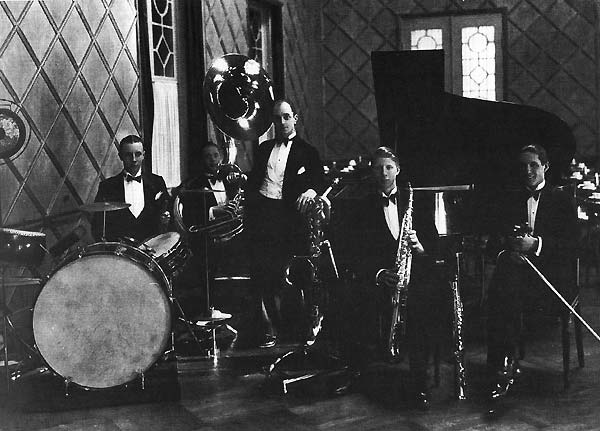
Gösta Hedéns jazzorkester på Trädgårdsföreningens restaurang i Göteborg, cirka 1928. Framför flygeln bröderna Ove Rönn och Kai Rönn.

Kring 1920 fanns det flera utländska, och ett antal lokala jazzband i Göteborg som spelade på svartklubbar, restauranger och caféer. En av det mest kända var pianisten Gösta Hedén. Under Göteborgsutställningen 1923 spelade han med engelsmannen Jack Harris och satte därefter ihop egna orkestrar, som alltid bar namnet Gösta Hedéns orkester. Hedén spelade överallt där jazzmusik förekom i Göteborg vid den här tiden, som Trädgårdsföreningens restaurang, Hotell Eggers, Lorensberg och Valand.
År 1929 blev danssalongen Wauxhall på Första Långgatan ett traditionellt dansställe. Här spelade Åke Fagerlund med sin orkester under de första åren. Efter att Fagerlund tog över dansmusiken på Liseberg, kom Sam Samson 1931 med Malte Johnson på saxofon. Johnson blev 1936 kapellmästare på Wauxhall och efterträddes 1942 av Sven Sjöholm, tidigare trumpetare i Johnsons orkester. Under 1930-talet kom swingen, och exempelvis spelade Louis Armstrong i Göteborg detta årtionde.
Nöjesfältet Liseberg, som byggdes till Jubileumsutställningen 1923, har under sina närmare 100 år, stått värd för massor av konserter, musikunderhållning och danser, i Konserthallen, på Stora scen, på Polketten och i Lisebergsteatern.

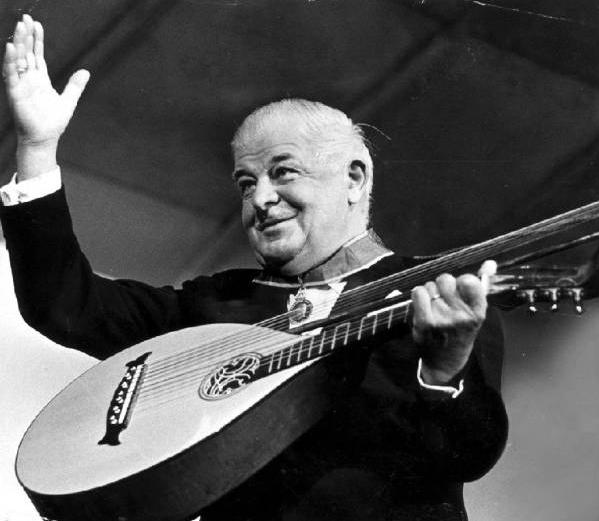
Evert Taube med sin luta.

Under 1930-talet hade Evert Taube etablerat sig som både författare och bildkonstnär, men det är för visorna, sammanlagt över 200, som han är mest känd. Taubes samlade litterära bidrag får honom att räknas som en av Sveriges nationalskalder. 1931 började även Lasse Dahlquist sjunga in grammofonskivor på Columbia. Genombrottet kom 1938 med "Jolly Bob från Aberdeen" och "Här dansar kustens glada kavaljer". Han skrev både text och musik till över tusen visor, många med motiv från Göteborg och Bohuslän. Flera av hans visor har blivit allsångsklassiker, som "De' ä' dans på Brännö brygga" 1941 och "Oh boy, oh boy, oh boy!" 1946 samt "Välkommen till Göteborg" från 1970. Många av Evert Taube och Lasse Dahlquists visor präglar fortfarande bilden av Göteborg.
I januari 1940 invigdes Rondo vid Liseberg, som under många år var ett av Göteborgs mest välbesökta danspalats. Här spelade alla Sveriges stora dansorkestrar.

### 1950–1990

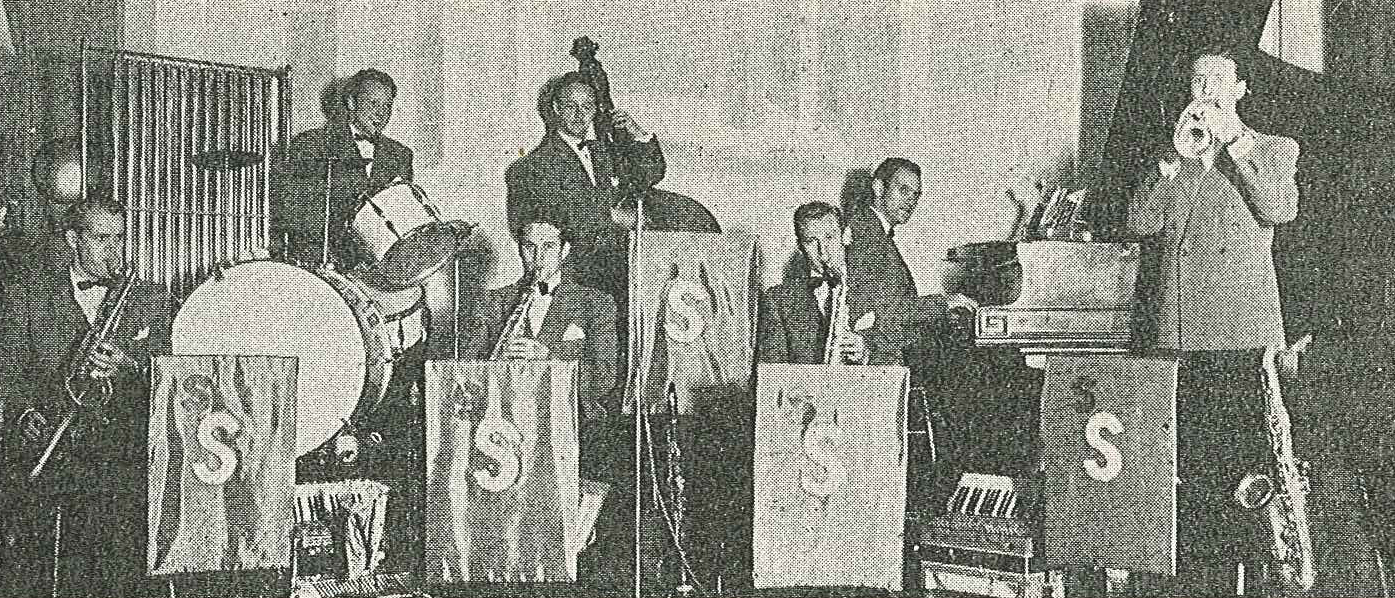
Sven Sjöholm med sin orkester på danssalongen Wauxhall i Göteborg, omkring 1942.

En musiker som också kommit att prägla bilden av Göteborg och göteborgaren är den folkkära artisten Sonya Hedenbratt. Hon gjorde sig först känd som jazzsångerska på 1950-talet, men blev senare riktigt folkkär genom TV-serierna Jubel i busken och Låt hjärtat va me tillsammans med Sten-Åke Cederhök. Hedenbratt och Cederhök blev företrädare för den folkliga humorn som kallades buskis som ofta innehöll mycket musik. Det var i Jubel i busken som Sonya sjöng om "Sofie Propp" och "Min karl lelle Richard". Den förstnämnda låten hamnade till och med på Svensktoppen 1969. En annan musiker från Göteborg, som inte alls på samma sätt förknippas med staden är kompositören och vissångerskan Barbro Hörberg.
Göteborgs första traditionella jazzband Hot Circle Jazzband bildades 1946 och fyra år senare bildades Göteborgs mest kända tradjazzband, The Original Landala Red Hot Stompers. Gruppen spelade ofta på fester på Kåken, Valand och Slöjdis. 1952 tog Kenneth Fagerlund över som bandbokare på Wauxhall. Fagerlunds repertoar medförde att Wauxhall snart fick ett rykte som en jazzens högborg, närmast likt Nalen i Stockholm. På Wauxhall spelade bland annat Duke Ellingtons och Count Basies orkestrar, och musiker som Teddy Wilson, Toots Thielemans, Clifford Brown, Dizzy Gillespie med flera. Kända jazzmusiker, från den här tiden med rötterna i Göteborg, var bland andra Bengt Hallberg och Gilbert Holmström. Andra, som Thomas Fehling och Jan Johansson hamnade i Göteborg som studenter, där Johansson under åren 1956–1959 spelade i Gunnar Johnsons kvintett i Göteborg med bland andra tenoristen Erik Norström.
Den 14 februari 1957 organiserade kulturföreningen Studio Paravan en konsert med Rune Lindblad, Sven-Eric Johanson och Bruno Epstein i Folkets hus i Göteborg. Detta var den första konserten i Sverige med elektronisk och konkret musik. Samma år gav Paravan ut EP:n Concert 57 med Lindblads komposition "Satellit 60" och Epsteins kompositioner "Essay III" och "IV". Precis som konserten, var detta den första utgivna svenska skivan med elektronisk och konkret musik.
Under 1960-talet etablerades en mängd popgrupper i staden, som ett tag benämndes som Sveriges Liverpool eller "Liverborg". Bland de mest tongivande musikgrupperna fanns The Spotnicks som hade stora framgångar internationellt. Andra uppmärksammade Göteborgsband under perioden var Tages och The Shakers. Även den göteborgska sångerskan Doris Svensson hade en uppmärksammad musikkarriär vid den här tiden. År 1966 öppnade pop- och rockklubben Cue Club, vilken fick en central roll i stadens dåtida musikliv. Klubben flyttade ett flertal gånger och i början av 1970-talet döptes den om till Gustavus Adolphus. Premiärband då var Deep Purple.

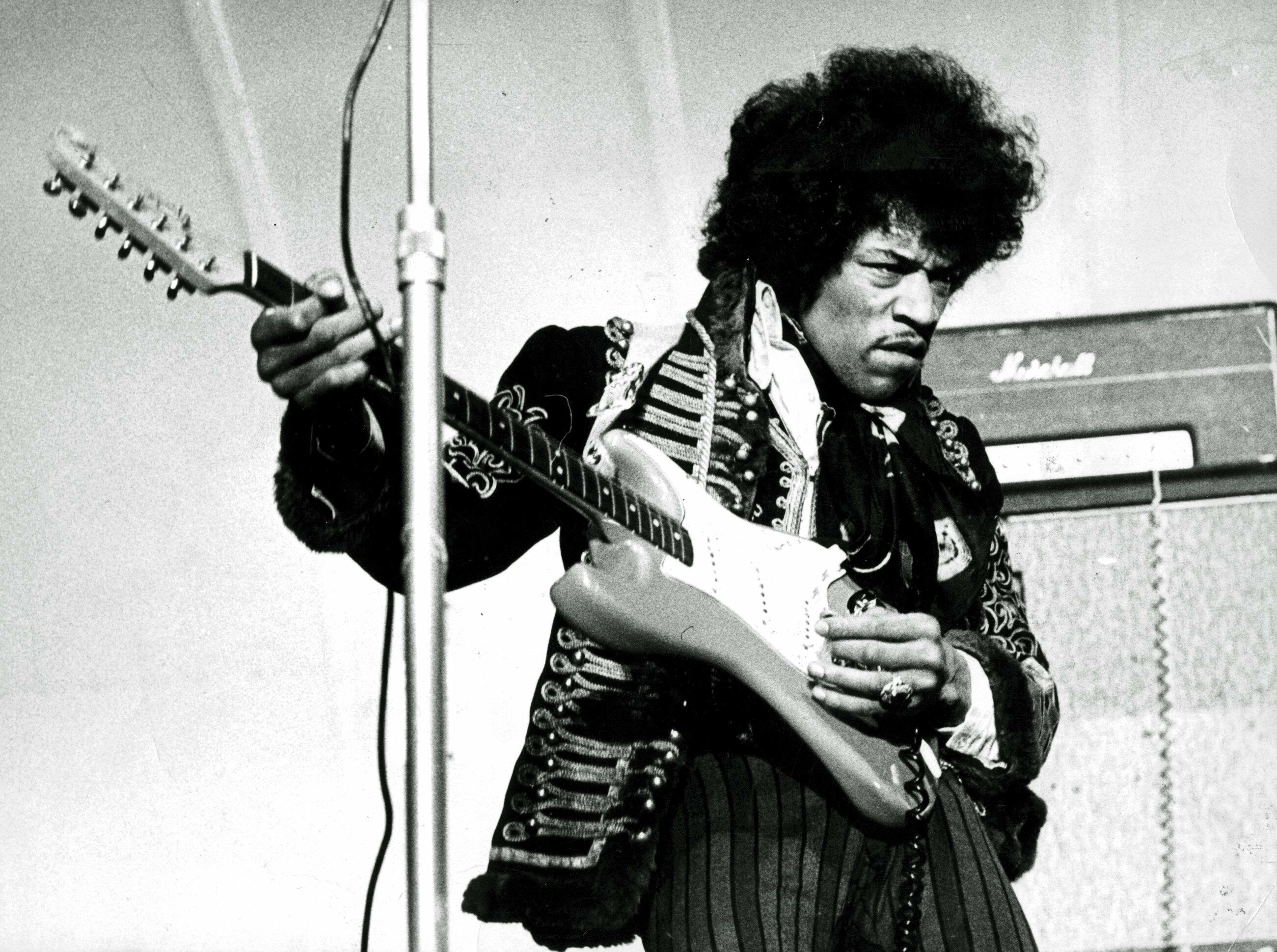
1968 och 1969 spelade Jimi Hendrix på Lorensbergs Cirkus.

En annan konsertscen vid den här tiden i Göteborg var Cirkus i Lorensbergsparken där det förekommit konserter under lång tid. Exempelvis dirigerade Wilhelm Stenhammar en välgörenhetskonsert där 1913, till förmån för Titanic-katastrofens offer, och här framförde Karl Gerhard kupletter, på sin nyårsrevy som han återkom med år efter år. Men det var under Cirkus sista 10 år, på 1960-talet som det blev en viktig konsertscen för den nya pop- och rockmusiken. Här spelade bland andra Beatles under sin första utlandsturné 1963 förband, The Who, Spencer Davis Group och Cream 1967 och Jimi Hendrix både 1968 och 1969. Samma år revs byggnaden.
I juni 1970 arrangerade Göteborgs konsthall festivalen KomKom som bland annat innebar en utomhuskonsert med Gunder Hägg och Love Explosion – vilket var den första popkonserten på Götaplatsen. Festivalen hölls samtidigt som Festen på Gärdet i Stockholm, så efter att banden spelat i Göteborg åkte de upp till Stockholm, för att delta där. KomKom var den första alternativa popfestivalen i Göteborg och en av de första popfestivalerna i stan över huvud taget. Den följdes i augusti året därpå av Slottsskogsfesten.
Under 1970-talet var Göteborg ett starkt fäste för proggrörelsen. En viktig lokal scen var först allaktivitetshuset Hagahuset och efter dess stängning, Sprängkullen. Här fanns också huvudredaktionen för tidningen Musikens makt och skivbolaget Nacksving. Särskilt uppmärksammade band från Göteborg var Nationalteatern, Nynningen och Motvind. Den i dessa kretsar inflytelserike Tommy Rander gjorde sig känd för sin kritik mot all musik som saknade ett tydligt socialistiskt budskap.
1977 öppnade Jazzhuset, och året därpå klubben Nefertiti i och med att föreningen Jazz i Göteborg tog över lokaler som tidigare drivits under namnet Jazz Artdur. Båda klubbarna blev viktiga scener för jazzen, men senare även för en mängd andra musikstilar.

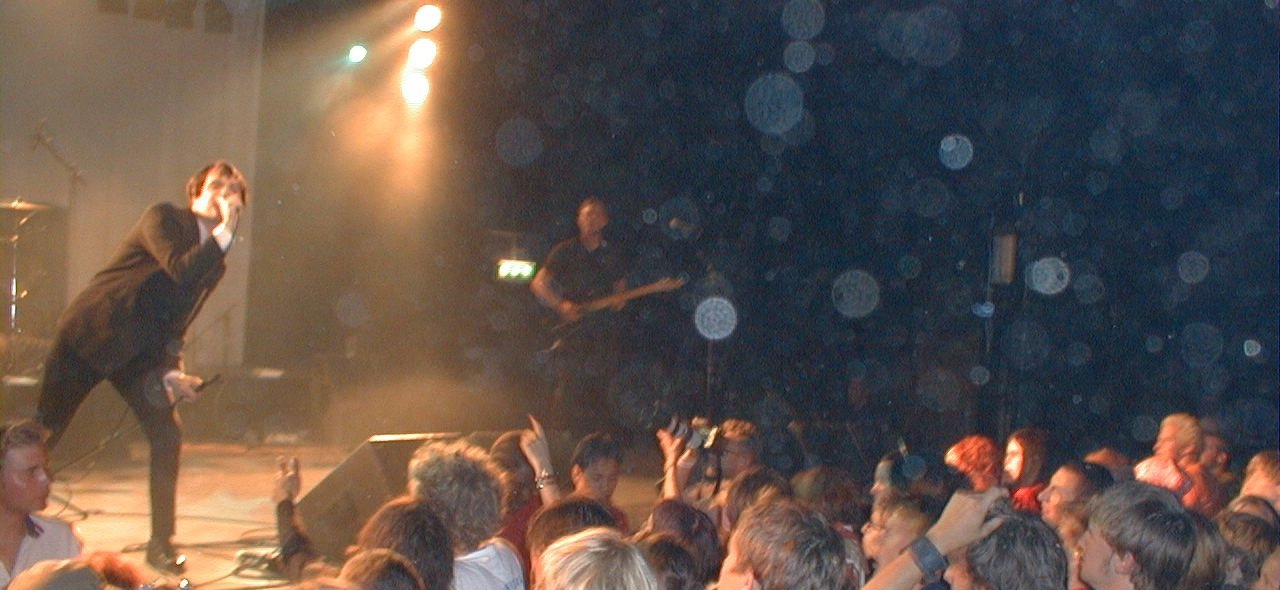
Broder Daniel, 1999.

Under punk- och postpunkvågen, under slutet av 1970-talet och början av 1980-talet, var den så kallade Garageligan tongivande, genom att skapa en tradition av samarbete och att skapa spelningar för mindre band. Tidiga punkband i Göteborg var bland andra Göteborg Sound, Attentat, Kai Martin & Stick! och Cortex. Bland postpunkbanden kan bland annat nämnas Lädernunnan, Allein och Cosmic Overdose. Det senare bandet bestod av en sammanslagning av banden Anna själv tredje och Älgarnas trädgård. Efter att Cosmic Overdose upplösts bildade två av medlemmarna duon Twice a Man. Klubben Errols på Magasinsgatan blev en viktig samlingspunkt för punken i slutet av 1970-talet och början av 1980-talet. På 1980-talet var skivbolaget Radium 226.05 tongivande på indiemusikscenen, fram till att de köptes upp av MNW 1993, med band som Blue for Two, Stonefunkers, Union Carbide Productions och Sator.

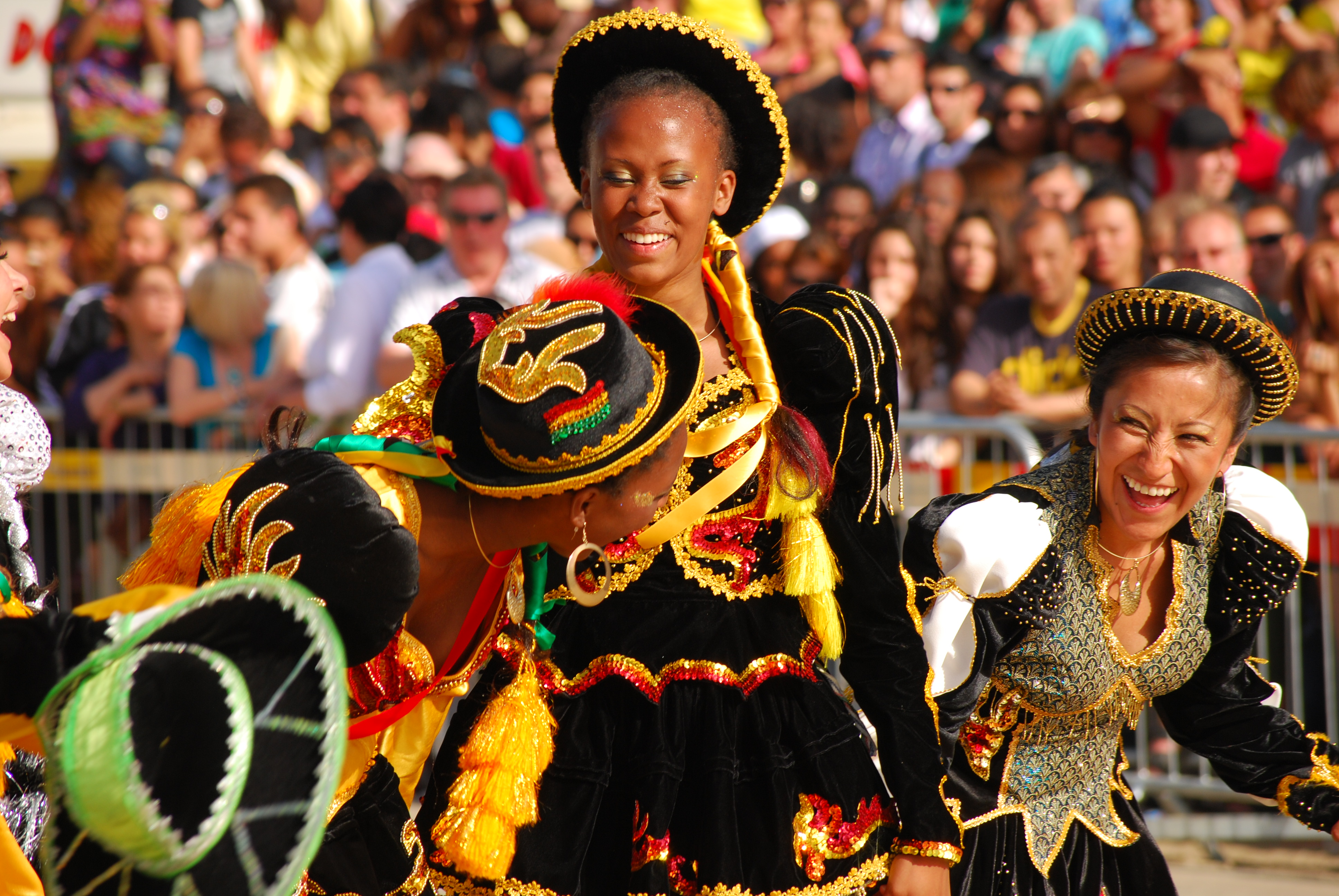
Hammarkullekarnevalen, 2008.

1974 grundades det som kommit att utvecklas till Hammarkullekarnevalen - Sveriges största karneval. I tåget förekommer dans och musik från många länder, mycket latinamerikansk som samba och salsa, men även exempelvis svensk och nigeriansk folkdans. 10 år senare startade en andra karneval i Göteborg. Året därpå kom 80.000 besökare till karnevalen som arrangerades på Kungsportsavenyn. Bakom arrangemanget låg Karnevalsföreningen, som även drev en klubb på Värmlandsgatan. Men det idealistiska initiativet, som bara växte, var motarbetat av flera av stadens instanser. 1994 lades karnevalen ned. Året därpå, i och med Friidrotts-VM i Göteborg, arrangerade staden och Göteborg & Co det första så kallade Göteborgskalaset, med en mängd dans- och konsertscener utomhus. Arrangemanget har fortsatt, men ändrade efter ett tag namn till Göteborgs kulturkalas och kallas numera för en stadsfest.
I slutet av 1980-talet gjorde den gitarrbaserade indiepopen sitt intåg i stadens musikliv med band som Easy, Mufflon 5, Honey Is Cool och Broder Daniel. Vid den här tiden var klubbar som Magasinet på Magasinsgatan, Kompaniet Underground på Kungsgatan, Pustervik på Järntorget och Valvet på Första Långgatan viktiga för musiklivet. Klubben Cue Club hade återuppstått och lagts ned flera gånger, men i januari 1996 var det till slut över för klubben då dess lokaler på Kungstorget brann. Senare kom dock Mudd Club att ligga på samma adress.
Minst lika viktiga för musiklivet i Göteborg var alla svartklubbar och fester, både som konsertscener men även för den framväxande dansmusiken. Sveriges första ravefest hölls i Göteborg 1989 och redan året därpå fanns det tre klubbar som regelbundet spelade acid house, bland annat klubben Love på Magasinet. Även Karnevalsföreningen tog tidigt in acid house-musiken på sina fester. men den första riktiga rejvklubben i Göteborg var svartklubben LPC på Första Långgatan.
En annan scen för ny musik under den här perioden var det Göteborgsproducerade radioprogrammet Lilla Bommen, som under lite olika namn, med Lars Aldman som programledare och redaktör, sändes i P3 mellan 1983 och 1992. Här spelades aktuell alternativ pop och rock med inslag av liveuppträdanden och intervjuer. Stilar som förekom i programmet var exempelvis postpunk, indie, synth, goth och industri, och många svenska band uppmärksammades här för första gången.

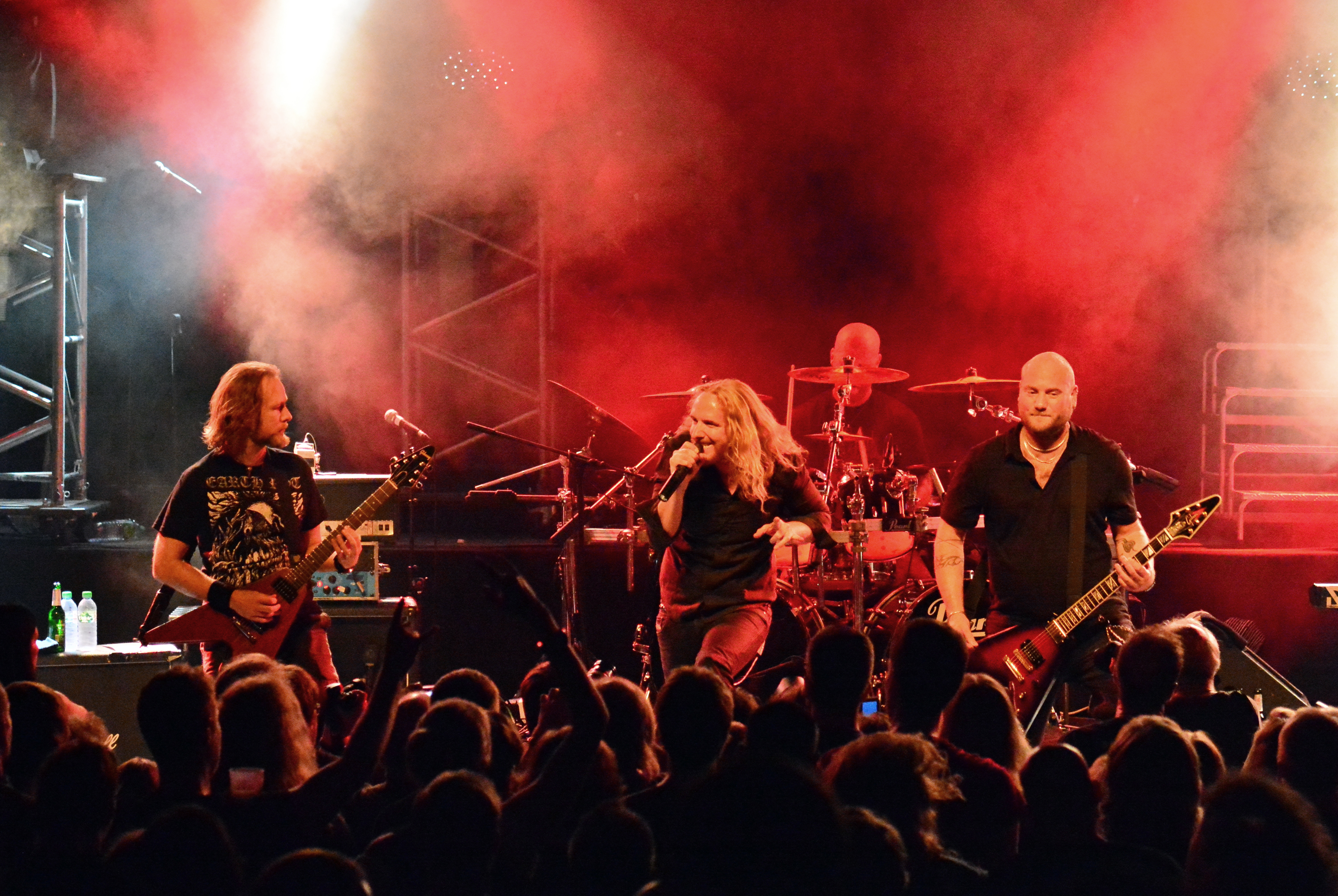
Dark Tranquillity, 2014.

Internationellt förknippas Göteborg med The Gothenburg sound, vilken är en form av Melodisk death metal som växte fram i Skandinavien under 1990-talet. Band som brukar nämnas i sammanhanget är exempelvis At the Gates, Dark Tranquillity, och In Flames.

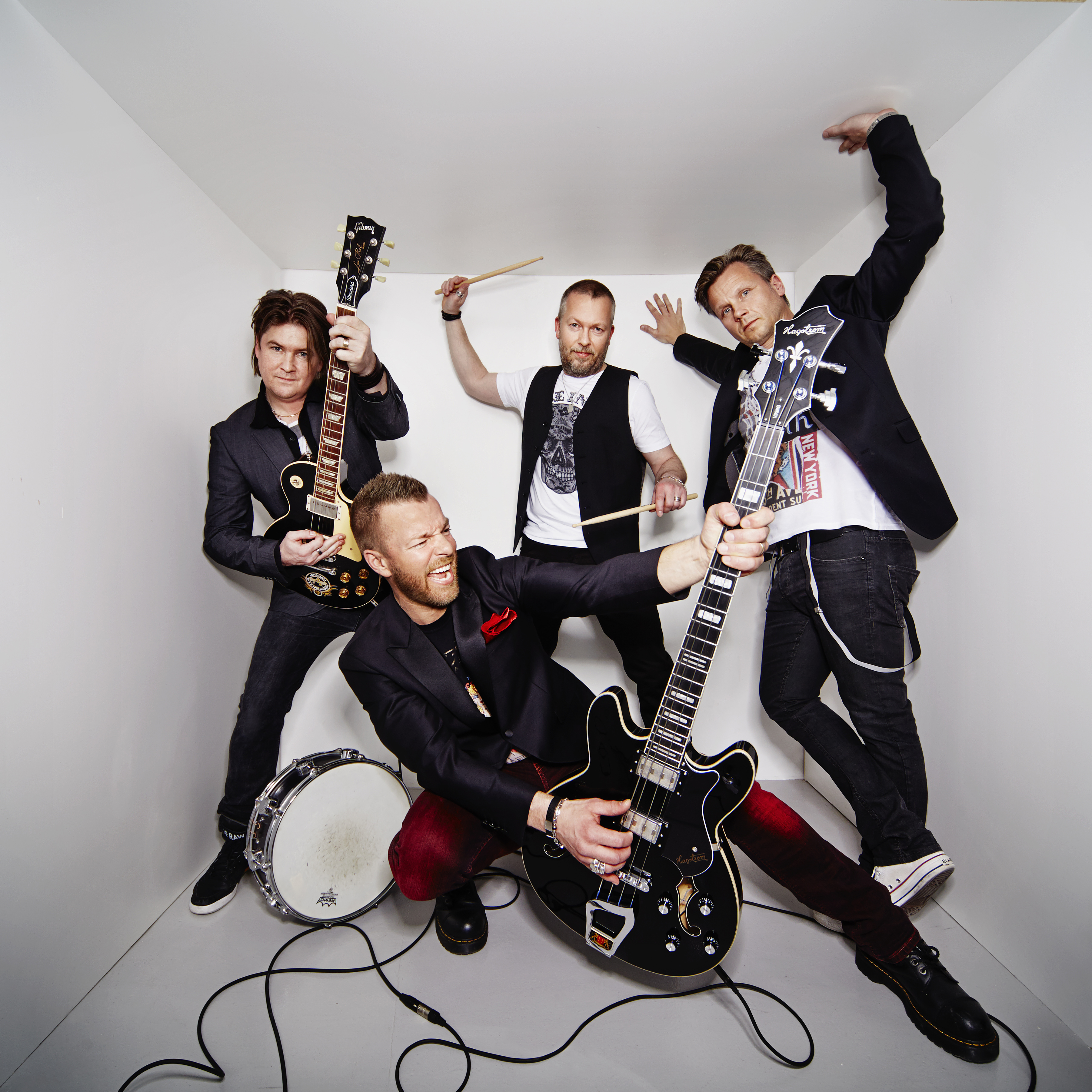
Arvingarna i april 2013.

I Göteborgsområdet hör också dansband som Arvingarna, Flamingokvintetten och Streaplers hemma, och Vågen på Järntorget, som drevs 1956–2006, var en viktig scen för dansbandsmusiken i Sverige. Arvingarnas låt "Eloise" segrade i svenska Melodifestivalen 1993, och fick representera Sverige vid Eurovision Song Contest 1993 där bidraget slutade på sjunde plats.
I början av 1993 slog Göteborgsgruppen Ace of Base igenom stort med debutalbumet Happy Nation. Under åren 1993-2002 släppte de fyra studioalbum vilka tillsammans sålde cirka 40 miljoner exemplar världen över, vilket gör dem till Sveriges tredje bäst säljande musikgrupp genom tiderna, efter Abba och Roxette.
En av Göteborgs hiphoppionjärer var Leila K från Bergsjön som under 1993 var Europas bäst säljande kvinnliga artist. Året därpå grundades det Hammarkullebaserade hiphopkollektivet Hammer Hill Click, som också brukar beskrivas som några av Göteborgs hiphoppionjärer. 1998 hade gruppen släppt sin första EP, och skulle spela på en fest på Backaplan i slutet av oktober det året, då en brand uppstod. I branden omkom 63 personer och händelsen skulle komma att användas som ett argument för att kontrollen kring fester och klubbar i Göteborg och Sverige måste bli bättre.
Signifikant för Göteborg som musikstad under 1980- och 1990-talen, men även senare, var även antal stora och omtalade konserter med internationella artister. På Nya Ullevi spelade exempelvis Rolling Stones 1982, Bruce Springsteen i juni 1985 och Tina Turner 1996 och år 2000 samt Madonna i augusti 2009 Större konserter hölls även på Eriksbergsområdet under åren 1986-1990, med artister och grupper som David Bowie och U2 1987, Michael Jackson 1988, Rolling Stones och Madonna 1990. Nya Ullevi har även använts för konserter med svenska artister och grupper, som Gyllene Tider i augusti 2004 och Håkan Hellström i juni 2014 samt juni 2016.

### Sedan millennieskiftet

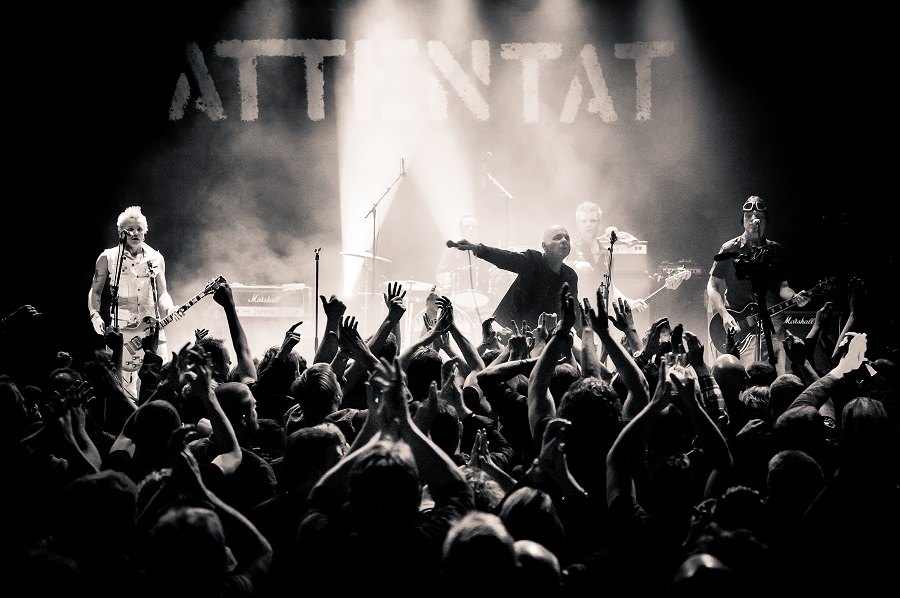
Gruppen Attentat spelar på Pusterviks scen i Göteborg i mars 2013.

Under år 2001 uppmärksammades Göteborg som så kallad Popstad i Sveriges Radio P3.
På 2000-talet finns det en mängd aktiva musikscener och genrer i Göteborg. På Göteborgs konserthus finns Göteborgs symfoniker, vilka 1997 utnämndes till Sveriges nationalorkester och bland annat har Deutsche Grammophon använt huset som studio för flera inspelningar.
I Göteborg finns, och har funnits, en mängd små oberoende skivbolag som givit ut nischad musik, inte minst experimentell musik och elektronisk dansmusik som Börft Records, Ideal Recordings, Kning Disk, Höga Nord Rekords och Stilleben Records. 1999 bildades electropopband The Knife av den göteborgska syskonduon Olof och Karin Dreijer, som senare även grundade det egna skivbolaget Rabid Records.
I början av 2000-talet etablerade sig Jens Lekman från Angered som en av Sveriges stora poplåtskrivare. En annan artist som vid den här tiden lovordades för sina texter var hiphop-artisten Pst/Q, medlem i Mobbade barn med automatvapen. Andra omskrivna göteborgska hiphop-artister är exempelvis Roffe Ruff och Gubb. Band som The Soundtrack of Our Lives och Håkan Hellström, har blivit något av göteborgska ikoner. Flera Göteborgsbaserade musikproducenter har samarbetat med stora internationella artister, som duon Studio som gjorde remixer för Kylie Minouge 2007 eller Christoffer Berg som arbetar tillsammans med Depeche Mode.
Under 2000-talet har flera mellanstora konsertlokaler lagts ned. En omtyckt och omdiskuterad scen var Truckstop Alaska på Karlavagnsgatan på Hisingen, som var verksam mellan 2003 och 2019 och drevs som kulturförening, med över 25 000 medlemmar. Mellanstora konsertlokaler som fortfarande är aktiva är bland andra Pustervik, Musikens Hus i Majorna, Brewhouse i Gårda, Trädgår'n i Trädgårdsföreningen, Sticky fingers på Kaserntorget och Oceanen på Stigbergstorget. I början av april 2020 meddelade Nefertiti att de begärts i konkurs på grund av förlorade inkomster i och med coronaviruspandemin.
I slutet av 1990-talet startade Kalle Gustafsson Jerneholm, från The Soundtrack of Our Lives, inspelningsstudion Svenska Grammofonstudion i Göteborg, som idag är en av Skandinaviens största. Där har Göteborgsband och musiker som The Soundtrack of Our Lives, Silverbullit, José González, Håkan Hellström och Freddie Wadling spelat in, men även svenska artister som Robyn, Fireside, The Hives, Bad Cash Quartet, Nicolai Dunger, Nina Persson och The Sounds, och internationella artister som Whitest Boy Alive, 22 Pistepirkko och Jane Birkin.
I juni 2004 inledde Lotta Engberg allsångskvällar på Liseberg om somrarna, som sedan juni 2009 sänds i TV4. I Slottsskogen arrangeras varje år festivalen Way Out West. Med start 2007 har festivalen nu växt och blivit en av Sveriges största festivaler.

## Etablissemang

### Scener

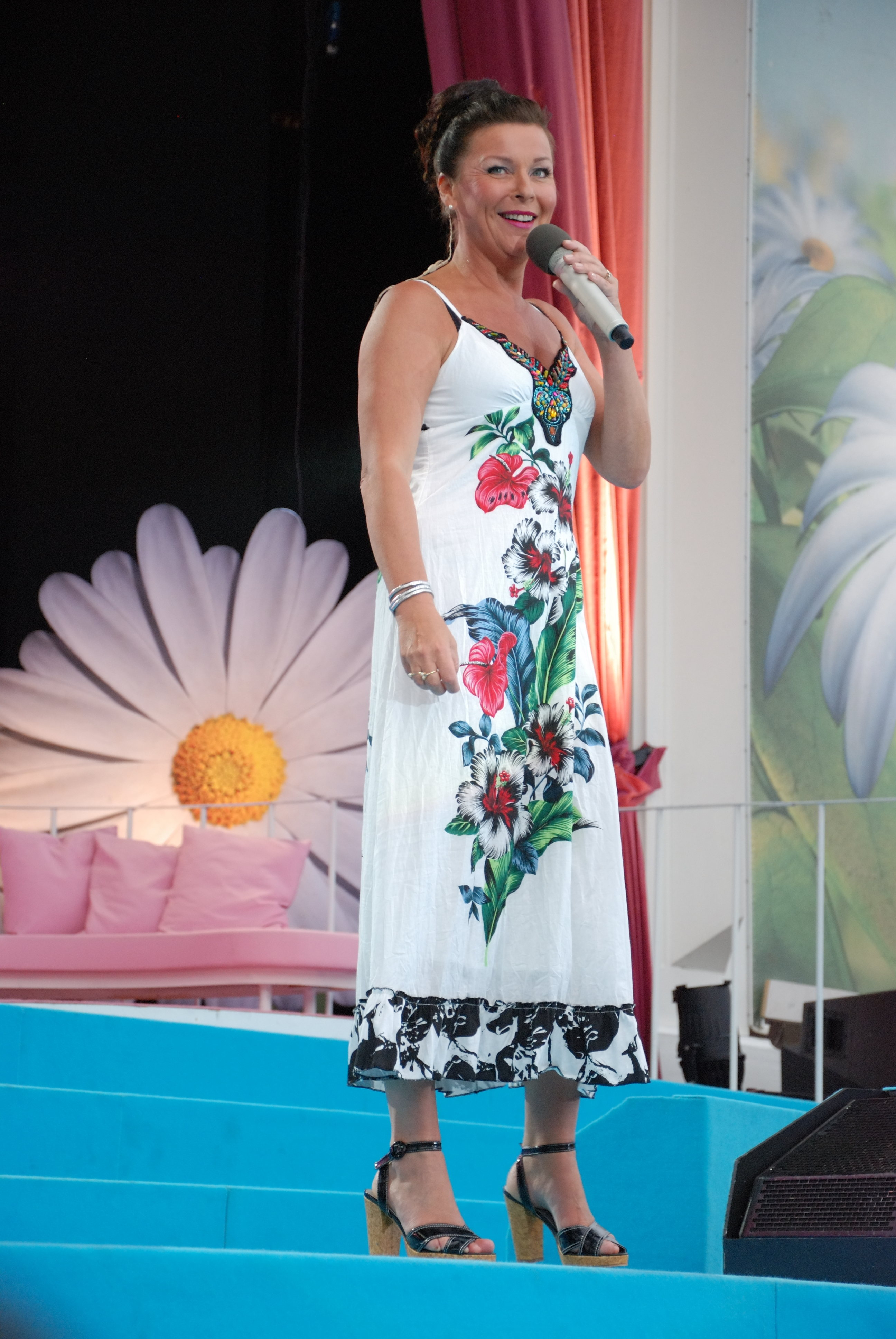
Allsång med Lotta Engberg på Liseberg i juli 2010

I maj 1923 invigdes Liseberg, som framför allt sommartid används för musikuppträdande och dans.
I januari 1940 invigdes Rondo vid Liseberg, som under många år var ett av Göteborgs mest välbesökta dansställen. Här spelade alla Sveriges stora dansorkestrar. Rondo är fortfarande en musikscen, men fungerar i dag främst som en plats för krogshower.
I maj 1971 invigdes Scandinavium, som förutom att vara idrottsarena ibland använts till större musikevenemang. I maj 1985 hölls Eurovision Song Contest där.
Mellanstora konsertlokaler som fortfarande är aktiva är bland andra Pustervik, Musikens Hus i Majorna, Brewhouse i Gårda, Trädgår'n i Trädgårdsföreningen, Sticky fingers på Kaserntorget och Oceanen på Stigbergstorget.

### Skivbutiker
Det har funnit en rad välkända skivbutiker i Göteborg under 1900-talet. En klassisk butik var Waidele som etablerade sig i Göteborgs Arkader redan 1911. Genom åren sålde butiken alla typer av musikinstrument, skivor och kassetter men även radio- samt teveapparater. Senare kom Waidele att öppna fler butiker i stan, och de var verksamma i Göteborg ända fram till 1996. År 1939 skulle Duke Ellington signera skivor i butiken. På väg därifrån skrev han spontant sin autograf på väggen. Samlingen växte därefter fram till 1993, då där fanns över 600 autografer, där absolut merparten var från musiker. Samlingen finns idag på Lisebergs huvudrestaurang.
Andra äldre skivbutiker var exempelvis Grammoforum på Vasagatan, Runes Skivbar och Skivlagret. Utöver dessa såldes mycket skivor på skivavdelningen på Domus Aveny. Skivfyndet startade i början av 1970-talet, och när kedjan var som störst fanns fem butiker i Göteborg. I slutet av 2000-talet lade den sista butiken på Frölunda torg ned. Vid mitten av 1970-talet etablerade sig Bengans i Majorna. Butiken blev snabbt uppmärksammad nationellt på grund av sina låga priser och stora import. Sedan 1986 ligger butiken i biografen Fyrens gamla lokaler på Stigbergstorget.
I mitten av 1970-talet öppnade även butiken Dolores på Mölndalsvägen, där det bland annat såldes serier och skivor, både nya och begagnade. Butiken flyttade runt till olika adresser och låg till slut på Södra Allégatan, fram till 2010. Parallellt med butiksverksamheten blev även Dolores ett skivbolag, främst inriktat mot hardcore, punk och metal. I början av 1990-talet drevs det av Isse Samie med inriktning på pop och rock. År 2000 köpte EMI-ägda Virgin Records bolaget.
Andra butiker som var verksamma under 1970- och 1980-talen var till exempel Highflow i Gårda och Svens Källare på Nedre Fogelbergsgatan. 1978 öppnade skivbutiken Satisfaction på Husargatan, Göteborgs första renodlade secondhandbörs. I slutet av 1980-talet flyttade de till lokaler på Haga Nygata där butiken var verksam fram till mitten av 2000-talet.
År 1981 öppnade Skivhugget på Masthuggstorget, en butik som började smått men under åren växte och blev en viktig del i Göteborgs musikliv. Framförallt pressade den och Bengans hela tiden priserna för att konkurrera med varandra. I mitten av 2000-talets första decennium började skivförsäljningen sjunka till förmån för den digitala nedladdningen, och i maj 2008 stängde Skivhugget. Ett antal år innan butiken slog igen hade dock second hand-filialen Andra Långgatans skivhandel öppnat, som fortfarande är verksam.
Under en period på 1980-talet hade Stockholmsbutiken Pet Sounds även filial i Göteborg.
År 1982 öppnade secondhandbörsen Dirty Records på Kungshöjd. 1986 flyttade butiken till Chalmersgatan där den låg fram till 2013. Redan 2005 hade dock ett nytt Dirty Records, med café, öppnat på Andra Långgatan, och den butiken är fortfarande aktiv. Kring sekelskiftet etablerade sig även skivbutiken Blenda På Andra Långgatan, som specialiserade sig på vinylskivor. Det här var en tid då andra skivbutiker nästan helt hade slutat sälja vinyl för att fokusera på försäljning av CD-skivor, samtidigt som intresset för vinyl ökade inom vissa musikkretsar. Butiken blev en samlingspunkt för Göteborgs DJ-kultur, men tvingades stänga 2008. Det var även Blenda, tillsammans med några grannbutiker som 2007 drog igång Andra Långdagen, en årlig improviserad gatufest, som sedan dess levt vidare. Idag ligger Linné Skivbörs i samma lokaler.
År 1991 öppnade secondhandbörsen Pennies from Heaven på Södra vägen, som specialiserade sig på jazz, klassiskt och populärmusik före 1950, mycket vinyl och stenkakor. Butiken låg i olika lokaler på södra vägen fram till mars 2015.
Skivbutiker som fortfarande är verksamma i Göteborg, utöver de som nämnts ovan, är exempelvis Armadillo Record, och Mynt & Musik, båda i Stigbergsbacken. Armadillo började som Yesterday, på Andra Långgatan i mitten av 1980-talet, men flyttade och bytte namn i slutet av 1990-talet.

## Större evenemang

### Melodifestivalen
| År                          | Plats            |
| --------------------------- | ---------------- |
| 1975                        | Göteborgs TV-hus |
| 1982                        | Lisebergshallen  |
| 1984                        | Lisebergshallen  |
| 1987                        | Lisebergshallen  |
| 1990                        | Rondo            |
| 2000                        | Göteborgsoperan  |
| 2003– (en årlig deltävling) | Scandinavium     |

### Eurovision Song Contest
| År   | Plats        |
| ---- | ------------ |
| 1985 | Scandinavium |